# Prinsenhof

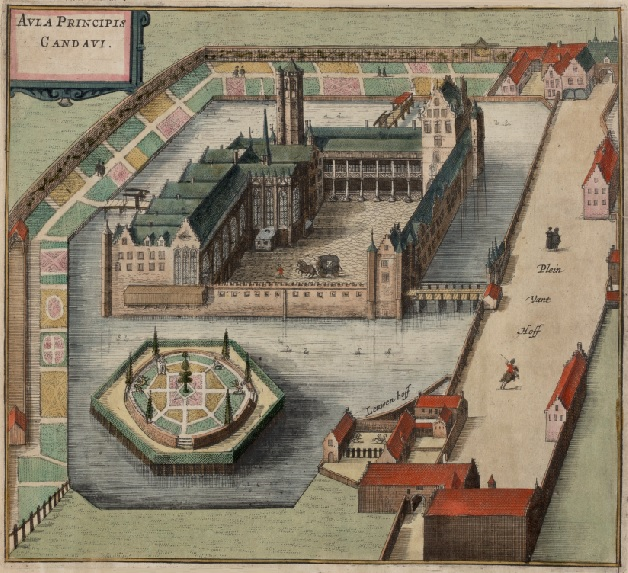
El 'Prinsenhof', lugar de nacimiento de Carlos I de España, en el (por Antonius Sanderus en Flandria Illustrata - 1641)

El Prinsenhof (en español, la Corte de los Príncipes) de Gante (Bélgica), era la residencia ordinaria de los condes de Flandes en esta ciudad a partir del siglo XV. El nombre es una abreviación de la denominación flamenca original, het prinselijke hof ten Walle, esto es, la Corte de los Príncipes en Walles, el nombre de la época del barrio en que se encuentra. Esta Corte reemplazó el Gravensteen, fortaleza austera que ya no correspondía a los criterios de confort de la época y no podía albergar a la corte de los Duques de Borgoña. A diferencia del Gravensteen, el Prinsenhof disponía de grandes salas con mucha luz, un gran patio y varios jardines. Las primeras construcciones datan del siglo XIII, pero la ciudad y los príncipes contribuyeron a convertirlo en un palacio moderno (para el siglo XV) de más de 300 habitaciones.

## Historia
El Prinsenhof era utilizado por los condes de Flandes al menos desde 1366. El lugar había albergado anteriormente la residencia del gobernador de Flandes y financiero Simón de Mirabello (Van Halen), adquirida por el castellano de Gante, y varias capillas dependientes de la Abadía Saint-Bavon. Entonces era denominado hof ten Walle. Felipe III de Borgoña, denominado el Bueno, que conocía bien esta residencia por haber vivido en ella durante su juventud, la hizo reconstruir por entero. Los regidores de Gante participaron en la reconstrucción haciendo desplazar la muralla de la ciudad, que pasaba cerca, para poder ampliar los fosos del castillo hasta los antiguos fosos de la ciudad. Como estos últimos estaban conectados con los canales, se podía llegar al castillo en barca, y así tomó su aspecto de isla palatina en medio de lago artificial. Una nueva muralla se construyó alrededor del castillo a partir de 1499. En la orilla se construyó un pequeño palacio para acoger el zoológico ducal, rápidamente denominada Patio de los leones (het Leeuwenhof). Todavía estaba en activo en el siglo XVI cuando Carlos I de España y V de Alemania, nacido en el Prinsenhof en 1500, envió cuatro leones capturados en Túnez, en 1535.

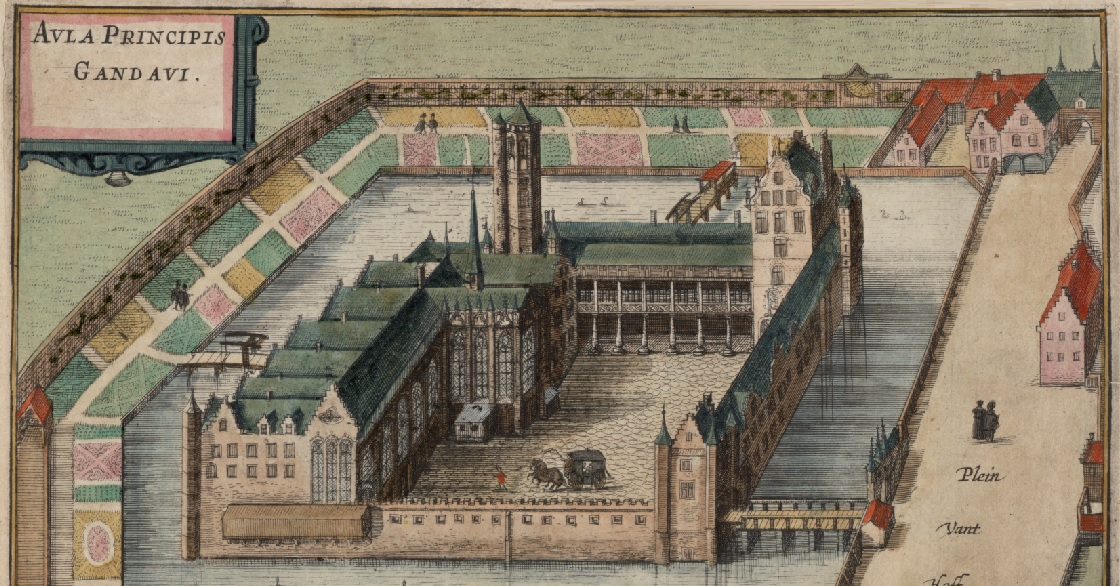
Detalle del 'Prinsenhof' (por Antonius Sanderus en Flandria Illustrata)

El palacio servía para acoger las festividades de los dos capítulos de la Orden del Toisón de Oro que se celebraban en la ciudad. En el siglo XVI, sería alternativamente de residencia primaria y de prisión para personas de calidad. Durante los disturbios de 1539, se encerró allí al cardenal de Granvelle y al conde de Egmont. En desuso durante el siglo XVII, el palacio fue objeto de transacción entre los carmelitas de la ciudad, que querían instalar allí su sede, y la Corte de Bruselas. Los carmelitas acabaron consiguiendo los edificios del zoológico en 1649. El resto de edificios fueron abandonados durante el siglo, aunque algunos fueron utilizados sucesivamente como cuartel, como acaballadero e incluso como refinería de azúcar. Los restantes fueron vendidos a la ciudad en 1776 y demolidos poco a poco. El nombre de Prinsenhof designa actualmente el barrio de Gante donde se encontraba el palacio, entre Gravensteen hasta el Rabot.